# Uňatín
Uňatín (em húngaro: Unyad) é um município da Eslováquia, situado no distrito de Krupina, na região de Banská Bystrica. Tem 12,99 km² de área e sua população em 2018 foi estimada em 182 habitantes.

## Demografia
| Ano:        | 1994 | 2004   | 2014   | 2024   |
| ----------- | ---- | ------ | ------ | ------ |
| Broj ljudi: | 214  | 196    | 184    | 175    |
| Razlika:    |      | -8,41% | -6,12% | -4,89% |

| Ano:               | 2023 | 2024   |
| ------------------ | ---- | ------ |
| Número de pessoas: | 180  | 175    |
| Diferença:         |      | -2,77% |